# Erich Ludendorff
Erich Friedrich Wilhelm Ludendorff (Kruszewnia, Prusia, 9 de abril de 1865-Múnich, 20 de diciembre de 1937) fue un general alemán durante la Primera Guerra Mundial, vencedor de la batalla de Lieja y la batalla de Tannenberg, ambas en 1914. Desde agosto de 1916 se convirtió, junto al mariscal de campo Paul von Hindenburg, en líder del esfuerzo de guerra de Alemania durante el conflicto hasta su renuncia en octubre de 1918, justo antes del fin de las hostilidades.
Después de la Gran Guerra, Ludendorff se convirtió en un destacado líder nacionalista y promotor de la leyenda de la puñalada por la espalda, que quería explicar la derrota alemana por la traición de marxistas, bolcheviques y judíos, a los que además creía responsables de la desventajosa posición de Alemania en la negociación del Tratado de Versalles. Participó en el fallido Golpe de Estado de Kapp en 1920 y en el Putsch de Múnich de Adolf Hitler en 1923. En 1925, Ludendorff fue candidato a presidente de Alemania contra su antiguo superior Hindenburg, a quien acusaba de haberse quedado con el mérito de sus victorias contra los rusos, aunque en realidad el estratega alemán en la victoria de Tannenberg fue Max Hoffmann.
Desde 1924 a 1928 representó al Partido Popular Alemán de la Libertad, de extrema derecha, en el parlamento alemán. Después de la guerra Ludendorff desarrolló una línea de pensamiento puramente militar, la guerra total, sobre la cual publicó Der totale Krieg en 1935. En este libro argumentaba que era necesario movilizar todos los recursos humanos y morales de una nación porque en su opinión la paz tan solo era un intervalo entre guerras. Por sus logros militares, Ludendorff fue galardonado con las más prestigiosas condecoraciones alemanas, la Gran Cruz de la Cruz de Hierro y la medalla Pour le Mérite.

## Primeros años
Ludendorff nació en Kruszewnia, provincia de Posen, Prusia (actualmente Poznań, Polonia). Aunque no era un Junker, Ludendorff estaba estrechamente unido a la clase privilegiada a través de su madre, Klara von Tempelhoff. Creció en una pequeña finca familiar y una tía materna le enseñó las primeras letras. Fue aceptado como cadete en la escuela de Plön gracias a su excelente nivel de matemáticas y a la extraordinaria ética del trabajo que tuvo a lo largo de toda su vida. De esta escuela militar salieron muchos de los mejores oficiales alemanes.

## Carrera militar

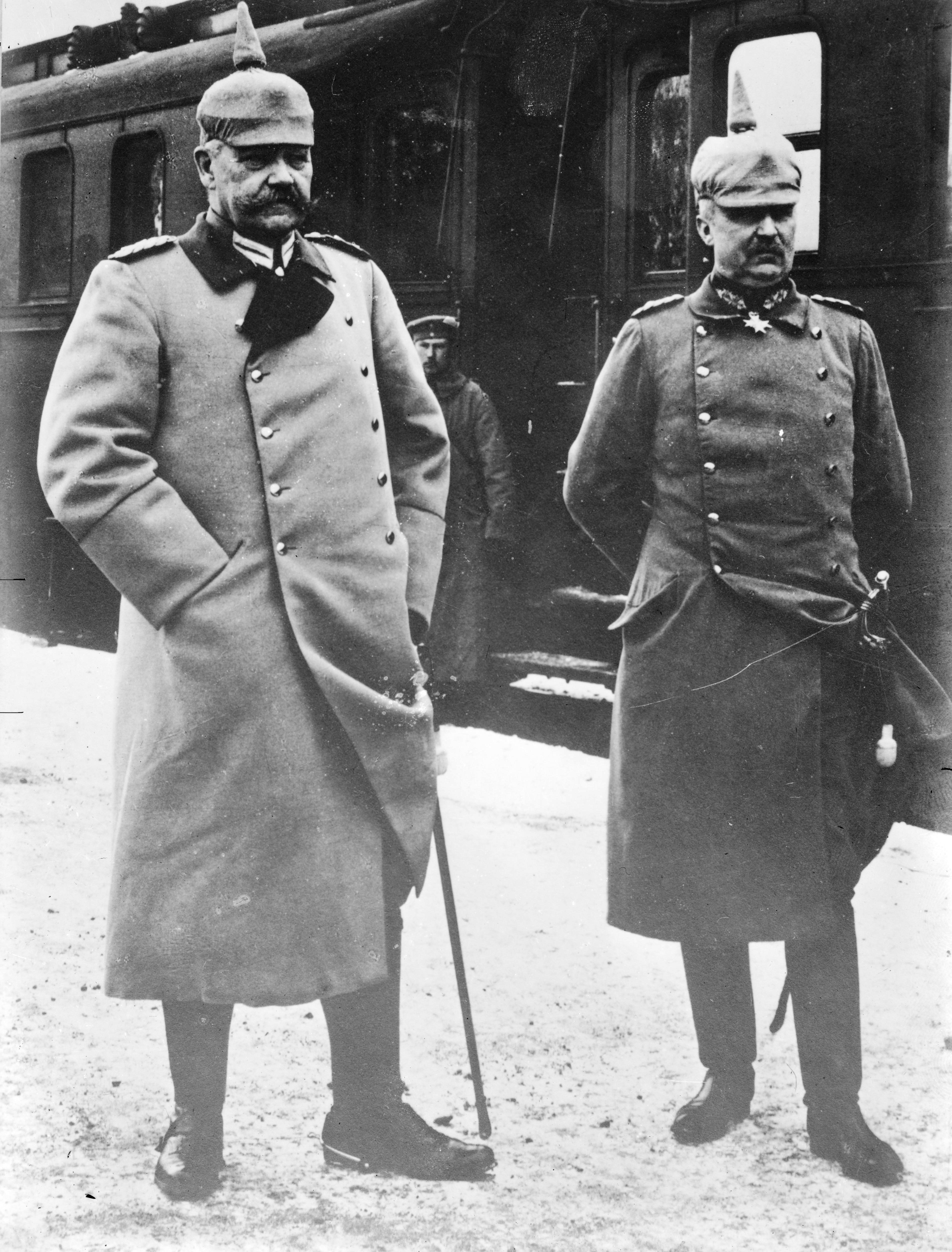
Ludendorff (der.) y Paul von Hindenburg.

Nombrado oficial con 18 años, su carrera militar fue excelente. Formó parte del Estado Mayor Alemán desde 1894, siendo el principal responsable de la sección de despliegue desde 1908, y tomó parte en la preparación de la estrategia para concretar la invasión de Francia, el llamado Plan Schlieffen. Ya en esta época era un militarista convencido y le gustaba decir que la paz no era otra cosa que el intervalo de tiempo que transcurría entre dos guerras.

### Primera Guerra Mundial
Durante la I Guerra Mundial fue nombrado Adjunto del Jefe del Estado Mayor del Segundo Ejército Alemán bajo las órdenes de Karl von Bülow, responsable de la captura de la fortaleza de Lieja, que era vital para el éxito del Plan Schlieffen. Después de lograr cumplir con éxito esta misión, Ludendorff fue enviado a Prusia Oriental donde trabajó con Paul von Hindenburg. Hindenburg se apoyó mucho en Ludendorff y Hoffmann para lograr sus victorias en la Batalla de Tannenberg (1914) y los lagos de Masuria.
En agosto de 1916, cuando Erich von Falkenhayn dimitió como Jefe del Estado Mayor, Paul von Hindenburg ocupó su puesto con Ludendorff como Adjunto (Generalquartiermeister). El verdadero poder lo ejercía Ludendorff, que decidió luchar contra la superioridad británica en el mar utilizando indiscriminadamente los submarinos, lo que provocó la entrada de los EE. UU. en la guerra. 
Cuando Rusia se retiró de la guerra en 1917, Ludendorff tuvo un papel esencial en el Tratado de Brest-Litovsk de marzo de 1918, muy favorable para los intereses alemanes. Máxima autoridad de hecho en el Frente Oriental durante 1918, Ludendorff planificó una serie de ofensivas que no fueron capaces de colapsar las fuerzas de la Entente. La entrada de EE. UU. en la guerra convirtió en insostenible la posición alemana y Ludendorff devolvió sus poderes al Reichstag el 29 de septiembre. Antes de exiliarse en Suecia, pidió que se lograse la paz con la máxima celeridad posible.

## Posguerra

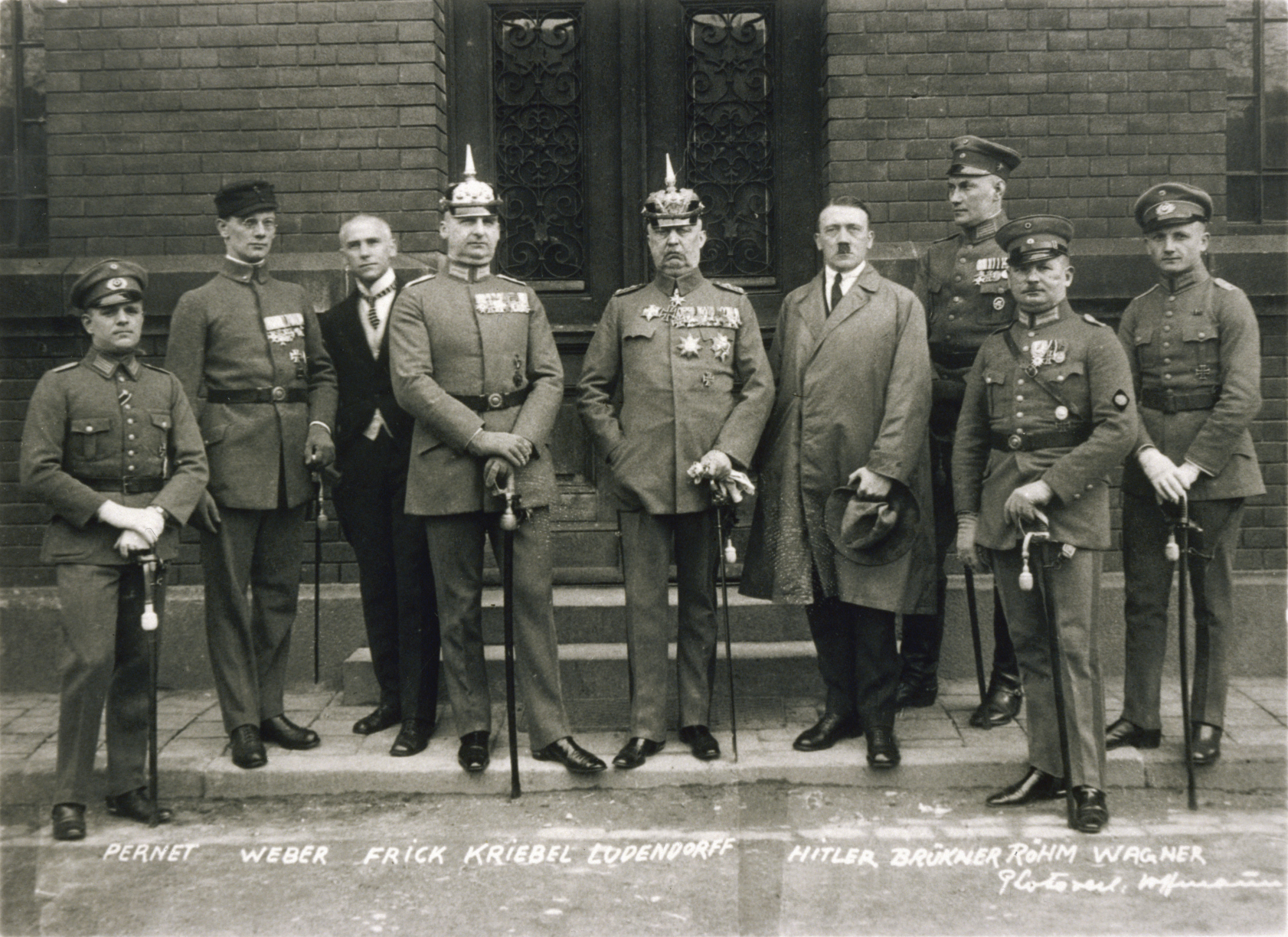
Ludendorff (centro) con Adolf Hitler y otros nazis en 1924.

En el exilio escribió numerosos artículos en los que defendía la conducta del Ejército alemán durante la guerra, aseverando que había sido invencible en el campo de batalla y que la derrota se debía a que había sido apuñalado por la espalda por los políticos de izquierda. Ludendorff volvió a Alemania en 1920 y posteriormente tomó parte en el Putsch de Múnich de 1923 junto a Hitler. Hitler se valió de Ludendorff para atraer al Reichswehr a la causa nacionalsocialista. En 1924 fue elegido representante del Movimiento Nacionalsocialista de la Libertad (NSFB), una coalición entre el Deutschvölkische Freiheitspartei (DVFP, partido del que era líder) y el NSDAP, para el Reichstag, ocupando el escaño hasta 1928. En 1925 se presentó a la Presidencia de la República de Weimar por el DVFP, pero en la segunda vuelta se retiró en favor de su antiguo superior Paul von Hindenburg. 
Antes de que los nazis subieran al poder, la República de Weimar planeó enviarle a él y a otros generales, como von Mackensen, para reformar el Ejército Revolucionario Nacional de la República de China, pero la idea fue desechada debido a las limitaciones que imponía el Tratado de Versalles y a los problemas de imagen de presentar a prestigiosos generales alemanes como mercenarios. 
En 1927 tuvo un enfrentamiento con Adolf Hitler, que le acusó de ser masón. En 1928, Ludendorff se retiró. En los años posteriores fundó con su segunda mujer, Mathilde, el "Bund für Gotteserkenntnis" (Sociedad para el conocimiento de Dios), que es una oscura sociedad esotérica que sigue existiendo hoy en día. El 30 de enero de 1933, cuando Hitler fue nombrado Canciller, le envió una carta a Hindenburg en la que decía: "Le prevengo solemnemente que ese fanático llevará a nuestra Patria a la perdición y sumirá al país en la más espantosa de las miserias. Las futuras generaciones le maldecirán en su tumba por lo que usted ha hecho".
En 1935 rechazó la oferta de Hitler para convertirse en Mariscal de Campo. Murió en 1937 y recibió un funeral de Estado al que asistió Hitler, en contra de los explícitos deseos del propio Ludendorff.

## Obras
- Destruction of freemasonry, trough revelation of their secrets[5]
- Auf dem Weg zur Feldherrnhalle. Lebenserinnerungen an die Zeit des 9.11.1923 mit Dokumenten in 5 Anlagen von General Ludendorff.
- The coming war
- DAS GROSSE ENTSETZEN - die Bibel nicht Gottes Wort!
- The General Staff and Its Problems
- Ludendorff's Own Story, August 1914-November 1918: The Great War from the Siege of Liege to the Signing of the Armistice as Viewed from the Grand Headquarters of the German Army, volume I et II.
- Meine Kriegserinnerungen 1914-1918 en inglés: My war memories, 1914-1918
- Der Totale Krieg, 1936
- Deutsche Abwehr: Antisemitismus gegen Antigojismus, 1934.
- Kriegshetze und Volkermorden in den letzten 150 Jahren by Erich (1865-1937)
- The nation at war

## Condecoraciones
- Gran Cruz de la Cruz de Hierro
- Caballero de la Orden Militar de Max Joseph (Baviera)
- Gran comandante con la estrella de la orden de la casa de Hohenzollern
- Pour le Mérite (Prusia)
- Caballero de la Orden Militar de San Enrique (Sajonia)
- Caballero de la Orden al Mérito Militar (Wurtemberg )
- Caballero de la Gran Cruz de la Casa y Orden del Mérito de Pedro Federico Luis con Espadas y laurel
- Cruz al mérito militar, 2.ª clase (Mecklenburg-Schwerin)
- Cruz al mérito militar, 1.ª clase con decoración de guerra (Austria-Hungría)
- Medalla al mérito militar de oro (Signum Laudis, Austria-Hungría)
- Cruz por Mérito en la Guerra (Sajonia-Meiningen)